# دانه‌ی انجیر معابد
دانهٔ انجیر معابد (به انگلیسی: The Seed of the Sacred Fig) فیلم درام دلهره‌آور سیاسی به نویسندگی و کارگردانی محمد رسول‌اف محصول سال ۲۰۲۴ است. داستان فیلم دربارهٔ ایمان، یک قاضی تحقیق در دادگاه انقلاب تهران است که با تشدید اعتراضات سیاسی سراسری و ناپدید شدن اسلحه اش به طرز مرموزی با بی‌اعتمادی و پارانویا دست و پنجه نرم می‌کند. سهیلا گلستانی، میثاق زارع، مهسا رستمی و ستاره ملکی بازیگران آن هستند. روایت تخیلی با تصاویر واقعی از اعتراضاتی که توسط مقامات ایرانی با خشونت سرکوب شد، ترکیب شده است.
این فیلم نخستین بار در ۲۴ مهٔ ۲۰۲۴ در هفتاد و هفتمین جشنواره فیلم کن به نمایش درآمد و برنده جایزهٔ ویژهٔ هیئت داوران جشنوارهٔ کن شد. رسول‌اف پیش از اکران فیلمش توسط مقامات ایرانی به هشت سال زندان محکوم شد. او با موفقیت به آلمان گریخت و در فرش قرمز کن شرکت کرد. این فیلم به نمایندگی از آلمان به‌عنوان بهترین فیلم بین‌المللی برای رقابت در نود و هفتمین دوره جوایز اسکار انتخاب شده است. همچنین این فیلم توانست نامزد جایزه «بهترین فیلم غیرانگلیسی زبان» از هفتاد و هشتمین دوره جوایز بفتا شود که در ۱۶ فوریه ۲۰۲۵ برگزار شد.

## داستان
ایمان، وکیلی مؤمن و صادق است که با همسرش نجمه و دو دخترشان رضوان و ثنا زندگی می‌کند. او به تازگی به عنوان بازپرس تحقیقاتی دادگاه انقلاب تهران منصوب شده است. این موقعیت برای او حقوق بالاتر و آپارتمان بزرگتری را برای خانواده‌اش به دلخواه همسرش فراهم می‌کند.
با گسترش اعتراضات سیاسی سراسری علیه حکومت استبدادی، ایمان متوجه می‌شود که او به دلیل تخصص حقوقی‌اش برای بررسی پرونده‌ها استخدام نشده است. در این شغل از او انتظار می‌رود که بدون ارزیابی شواهد، احکامی را که توسط مافوقش به او ارائه می‌شود را تأیید کند، از جمله احکام اعدام، و او متوجه می‌شود که جانشین پیشینش به دلیل امتناع از این کار اخراج شده است. این موقعیت مستلزم ناشناس‌ماندن ایمان است. به او دستور داده شده است که اطلاعات را از دوستان و خانواده‌اش پنهان کند، زیرا ممکن است به عنوان وسیله‌ای برای تحت فشار قرار دادن او هدف قرار گیرند. دولت برای محافظت از خانواده‌اش، یک تفنگ دستی به ایمان صادر می‌کند، اما او به طرز تاسف‌باری برای استفاده از اسلحه آماده نیست و نمی‌تواند آن را به درستی در یک محفظه امن در خانه نگهداری کند.
هنگامی که صدف، دوست خوب رضوان، در خیابان در جریان تظاهرات علیه حجاب اجباری مورد اصابت گلوله قرار می‌گیرد، نجمه و دخترانش در آپارتمان خود کمک‌های اولیه را ارائه می‌دهند. آنها تصمیم می‌گیرند ماجرا را از ایمان مخفی نگه دارند. اندکی بعد صدف دستگیر می‌شود. نجمه که به اندازه ایمان عابد است به دخترانش توصیه می‌کند از دوستان انقلابی خود دوری کنند و این امر خانواده را تحت فشار قرار می‌دهد.
با تشدید اعتراضات سیاسی سراسری، بی‌اعتمادی و پارانویا زندگی ایمان را فرا می‌گیرد. اعتراضات سراسری او را مجبور به امضای چند صد حکم در هر روز می‌کند. این در حالی است که رضوان و ثنا با وحشت اعتراضات را در شبکه‌های اجتماعی دنبال می‌کنند. رضوان در نهایت در هنگام شام علیه پدرش شورش می‌کند و باعث می‌شود ایمان او را به خاطر حساسیت‌های فمینیستی‌اش مورد سرزنش قرار دهد که او آن را به عنوان پروپاگاندای دشمنان می‌داند.
در همان زمان اسلحه دستی ایمان به‌طور مرموزی ناپدید می‌شود و او مشکوک می‌شود و معتقد است یکی از افراد خانواده‌اش آن را گرفته و به او دروغ می‌گوید. او هر دو دختر و همسرش را مجبور می‌کند تا برای بازجویی با یکی از همکارانش به نام علیرضا ملاقات کنند. ایمان این رفتار را اینگونه توجیه می‌کند که دیگر در خانه خود احساس امنیت نمی‌کند زیرا دیگر نمی‌تواند به خانواده خود اعتماد کند. نام، عکس و آدرس ایمان در نهایت در شبکه‌های اجتماعی منتشر می‌شود. ایمان برای محافظت از خودشان تصمیم می‌گیرد با ماشین به همراه خانواده‌اش به خانه دوران کودکی‌اش در یک کوهستان برود. قبل از رفتن، یکی از همکارانش یک اسلحه گرم به او برای محافظت می‌دهد تا اسلحه ناپدید شده را جبران کند. در حین رانندگی، خانواده با زوجی مواجه می‌شوند که ایمان را می‌شناسند. یک تعقیب و گریز آغاز می‌شود، و ایمان آنها را از جاده بیرون رانده و تهدید می‌کند. در داخل ماشین، ثنا به خواهرش فاش می‌کند که او اسلحه را برداشته و الان پیش خودش دارد.
ایمان با رسیدن به خانه دوران کودکی خود، تمام خانواده خود را محاکمه می‌کند. او سپس بازجویی می‌کند و سعی می‌کند آنها را با دوربین فیلمبرداری مجبور به اعتراف کند. رضوان برای محافظت از مادر و خواهرش به دروغ اعتراف می‌کند که اسلحه را مخفی کرده است. ایمان، رضوان و نجمه را قفل می‌کند اما ثنا با اسلحه فرار می‌کند. پس از گذاشتن تله، او ایمان را در آلونک حبس می‌کند و قبل از فرار خواهر و مادرش را آزاد می‌کند. پس از یک صحنه تعقیب و گریز وحشتناک در خرابه‌های یک شهر، ایمان سرانجام نجمه را می‌گیرد و فریادهای او ثنا و رضوان را به سمت آنها می‌کشاند. ثنا اسلحه خود را به سمت پدرش بلند می‌کند، اما در شلیک تردید می‌کند. وقتی پدرش در حالی که تفنگ دومش در دست است به سمت او حرکت می‌کند، او وحشت می‌کند و به زمین زیر او شلیک می‌کند. زمین فرو می‌ریزد و ایمان می‌افتد و کشته می‌شود.
فیلم با تصاویر واقعی ضبط‌شده با تلفن همراه به پایان می‌رسد که زنانی را در حال تظاهرات در خیابان‌های تهران بدون حجاب نشان می‌دهد که روسری خود را در هوا تکان می‌دهند.

## بازیگران
- سهیلا گلستانی در نقش نجمه[۸]
- میثاق زارع در نقش ایمان
- مهسا رستمی در نقش رضوان
- ستاره ملکی در نقش ثنا
- رضا اخلاقی‌راد در نقش قادری
- نیوشا اخشی در نقش صدف
- شیوا اردویی در نقش فاطمه
- آمینه مزروعی آرانی در نقش زنی در ماشین

## زمینه
دانه‌ی انجیر معابد دهمین اثر کارگردانی محمد رسول‌اف است. او در گذشته بارها با فیلم‌هایش مقررات سانسور ایران را زیر پا گذاشته و به سه حکم زندان و ممنوعیت کار و خروج از کشور محکوم شده است. در سال ۲۰۲۰، فیلم او شیطان وجود ندارد برنده جایزه برتر هفتادمین جشنواره بین‌المللی فیلم برلین شد، جایی که جایزه در غیاب او اهدا شد.
رسول‌اف در ابتدا قرار بود در جشنواره فیلم کن ۲۰۲۳ به عنوان عضو هیئت داوران بخش نوعی نگاه شرکت کند. با این حال، او در ژوئیه ۲۰۲۲ پس از انتقاد از سرکوب معترضان در جنوب غربی شهر آبادان به دلیل فروریختن ساختمان متروپل دستگیر شد. او در فوریه ۲۰۲۳ به دلیل سلامتی به‌طور موقت از زندان آزاد شد. رسول‌اف بعداً مورد عفو قرار گرفت اما به دلیل «تبلیغ علیه نظام» به یک سال زندان و دو سال ممنوعیت خروج از ایران محکوم شد.
پس از اعلام انتخاب جشنواره کن، بازیگران و عوامل فیلم توسط مقامات ایرانی بازجویی و ممنوع الخروج شدند و تحت فشار قرار گرفتند تا رسول‌اف را متقاعد کنند که فیلم را از ترکیب جشنواره خارج کند. رسانه‌ها از احضار و بازجویی عوامل تولید دانه‌ی انجیر مقدس از سوی مأموران امنیتی خبر دادند. محمدمهدی اسماعیلی وزیر ارشاد جمهوری اسلامی در واکنش به ساخت این فیلم و ارسال آن به جشنواره کن گفت: «محمد رسول‌اف تخلف محرزی انجام داده است که در سازمان سینمایی طبق قانون با آن برخورد خواهیم کرد».
در ۸ مهٔ ۲۰۲۴، وکیل رسول‌اف اعلام کرد که کارگردان به هشت سال زندان و همچنین شلاق، جریمه نقدی و مصادره اموالش محکوم شده است. اندکی پس از آن، رسول‌اف و برخی از اعضای تیم موفق به فرار از ایران به سمت اروپا شدند و در ۲۴ مهٔ ۲۰۲۴ در فرش قرمز فیلم شرکت کرد.

### واژه‌شناسی
«انجیر معابد» که به «درخت خفه‌کننده» نیز معروف است از بلندترین درختان جنگل‌های بارانی است و چرخه زندگی غیرمعمولی دارد. دانه‌های آن از طریق فضله پرندگان بر روی تنه درختان دیگر سقوط می‌کند. این دانه‌ها روی تنه درختان جوانه زده و ریشه‌هایش را به سمت پایین و به روی زمین می‌فرستند. شاخه‌های گیاه انجیر معابد تنه درخت میزبان را دربرگرفته به تدریج آن را خفه می‌کنند به همین دلیل به این درخت نام درخت خفه‌کننده را نیز داده‌اند. این به عنوان نمادی از رژیم تئوکراتیک در ایران تلقی شده است.

## تولید

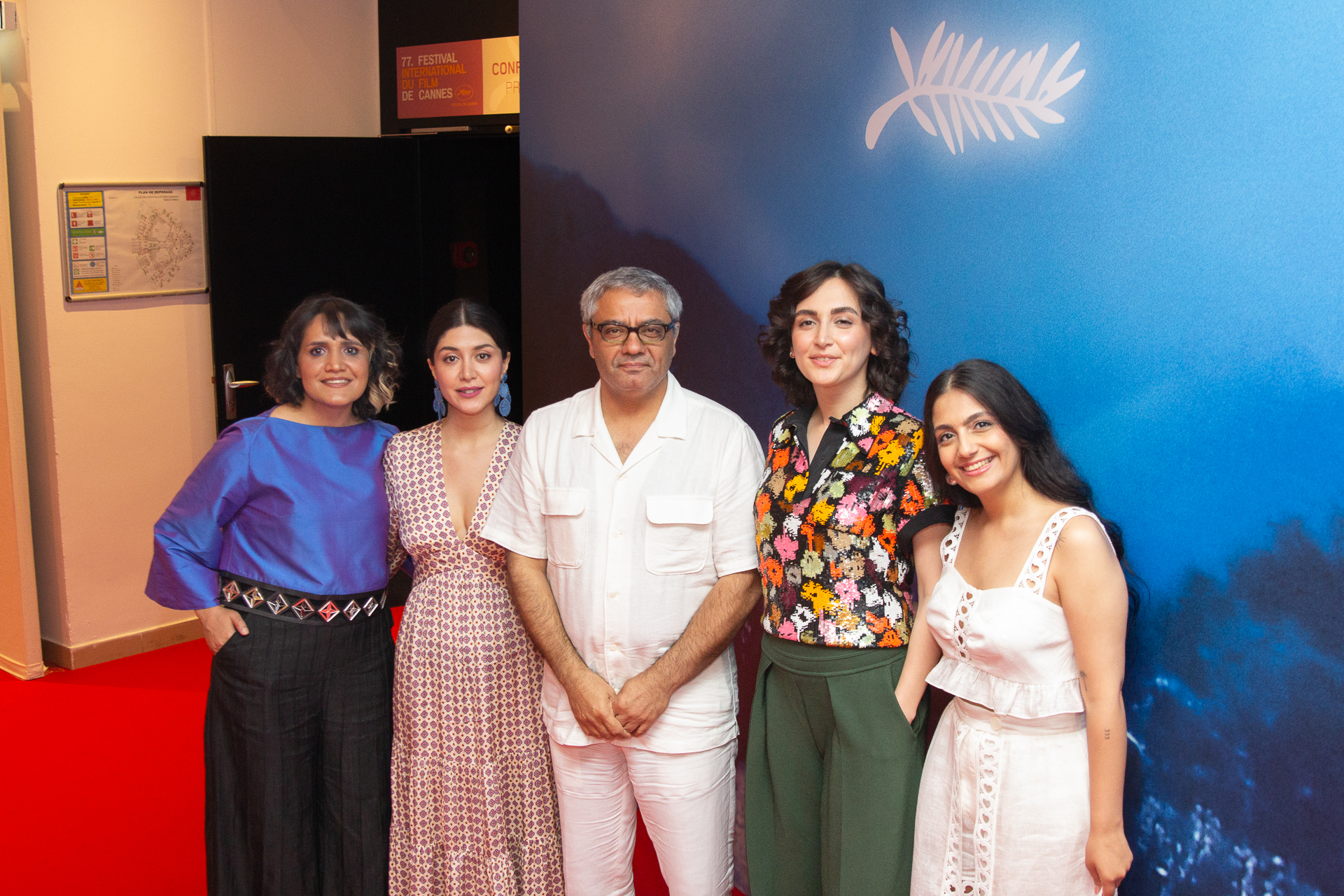
عوامل فیلم در جشنواره کن ۲۰۲۴. از راست به چپ: ستاره ملکی، مهسا رستمی، محمد رسول‌اف، نیوشا اخشی، آمینه آرانی.

رسول‌اف فیلمنامه را نوشت و میثاق زارع و سهیلا گلستانی را به ترتیب در نقش‌های اصلی زوج وفادار به رژیم یعنی ایمان و نجمه انتخاب کرد. گلستانی خودش در اعتراضات علیه حجاب شرکت کرده بود و به همین دلیل بازداشت شده بود. رسول‌اف مهسا رستمی و ستاره ملک را به ترتیب برای نقش دختران رضوان و ثنا انتخاب کرد.
فیلمبرداری دانه انجیر معابد به‌طور مخفیانه انجام شد و حدود ۷۰ روز از اواخر دسامبر ۲۰۲۳ تا مارس ۲۰۲۴ به طول انجامید. خود رسول‌اف این پروسه را «سخت» توصیف کرد. او فقط می‌توانست چند روز در یک زمان فیلمبرداری کند و بعد مجبور به وقفه می‌شد. رسول‌اف با فیلمبردار پویان آقابابایی کار می‌کرد. این کارگردان اظهار داشت که در اواسط فیلمبرداری بوده که از تجدید حکم زندان خود مطلع شده است. رسول‌اف روی روند تجدیدنظر حساب می‌کرد تا بررسی پرونده اش مدت زیادی طول بکشد. علاوه بر این، این دوره در بهار مصادف بود با جشن‌های نوروزی در ایران که دو هفته به طول انجامید. در واقع رسول‌اف موفق شد تا پایان تعطیلات فیلمش را به پایان برساند. پس از تأیید حکم دادگاه تجدیدنظر، او مجبور شد در عرض دو ساعت تصمیم بگیرد که در ایران بماند و تسلیم دستگیری شود یا فرار کند. او تمام وسایل الکترونیکی خود را در خانه رها کرد و قبل از عبور از مرز ایران با پای پیاده به مکان امنی گریخت.
این فیلم به صورت قاچاقی از ایران به هامبورگ منتقل شد، جایی که توسط اندرو برد، که رسول‌اف قبلاً با او کار کرده بود، تدوین شد. مرحله پس تولید در آلمان انجام شد. بین صحنه‌های تخیلی فیلم، اندرو برد تصاویری واقعی از خیزش ۱۴۰۱ ایران از ۱۶ سپتامبر ۲۰۲۲ را اضافه کرد. نسخه نهایی ۱۶۸ دقیقه ای ویدئوهای واقعی و گرافیکی اینترنتی از تظاهرات و سرکوب خشونت‌آمیز متعاقب آن توسط مقامات را نشان می‌دهد.
رسول‌اف در کنار امین صدرائی، مانی تیلگنر، رزیتا هندیجانیان و ژان کریستوف سیمون تهیه کنندگی این فیلم را برعهده داشت. شرکت‌های تولیدی درگیر ران وی پیکچرز از آلمان و پارالل۴۵ از فرانسه بودند. این فیلم توسط آرته فرانسه با حمایت موین فیلم فوردرونگ هامبورگ شلسویگ هولشتاین تهیه شده است. شرکت فیلمس بوتیک مستقر در برلین حقوق فروش جهانی را در دست دارد.

## انتشار
دانه‌ی انجیر معابد برای رقابت برای نخل طلای جشنواره فیلم کن ۲۰۲۴ انتخاب شد، جایی که نخستین نمایش جهانی خود را در ۲۴ مهٔ ۲۰۲۴ داشت. این فیلم هنگام نمایش با تشویق ایستاده تماشاگران رو به رو شد. بر اساس گزارش‌ها، تشویق تماشاگران ۱۲ یا ۱۵ دقیقه به طول انجامید. پیش از نمایش فیلم، نئون حق پخش فیلم در آمریکای شمالی را به دست آورد و قصد داشت آن را در اواخر همان سال اکران کند.
این فیلم برای اولین بار در آمریکای شمالی در پنجاه و یکمین جشنواره فیلم تلوراید به نمایش درآمد. همچنین در بخش مرکزی جشنواره بین‌المللی فیلم تورنتو ۲۰۲۴، و همچنین در بخش اصلی شصت و دومین جشنواره فیلم نیویورک به نمایش درآمد. پیرامید دیستربیوشن این فیلم را در ۱۸ سپتامبر ۲۰۲۴ در فرانسه تحت عنوان «Les Graines du figuier sauvage» به نمایش گذاشت. آلامود فیلم این فیلم را در تاریخ ۲۶ دسامبر ۲۰۲۴ با عنوان «Die Saat des heiligen Feigenbaums» در آلمان توزیع کرد.

## بازخورد

### واکنش انتقادی
در وبگاه جمع‌آوری نقد راتن تومیتوز، ٪۹۵ از ۱۰۷ بررسی منتقدان مثبت است، و میانگینِ امتیاز آن ۸٫۲۰/۱۰ است. اجماع این وبگاه چنین می‌نویسد: «دانه‌ی انجیر معابد، با اتهامی شدید دربارهٔ حکومت ظالمانه، چه در یک ملت و چه در یک خانواده، هم به عنوان نمایشنامه جذاب و هم بیانیه سیاسی قدرتمند عمل می‌کند.» این فیلم در متاکریتیک که از میانگین وزنی استفاده می‌کند، بر اساس نظر ۲۶ منتقدین امتیاز ۸۵ از ۱۰۰ را کسب کرده که نشان‌گر «تحسین همگانی» است. در آلوسینه این فیلم بر اساس ۳۹ بررسی مطبوعاتی، میانگین امتیاز ۴٫۴ از ۵ را دریافت کرده است.
فیلمسازان ادوارد برگر، تیم فهلبوم، سیرو گرا، دون هرتزفلد، پایال کاپادیا، جاشوآ اوپنهایمر، لورا پویترس و پل شریدر، همگی دانه‌ی انجیر معابد را به عنوان یکی از فیلم‌های مورد علاقه خود از سال ۲۰۲۴ معرفی کردند.
در ۲۲ اوت ۲۰۲۴، این فیلم به عنوان فیلم ارسالی آلمان برای جایزه اسکار بهترین فیلم بین‌المللی در نود و هفتمین دوره جوایز اسکار، اعلام شد و در فهرست نهایی دسامبر، قرار گرفت، و سرانجام در ۲۳ ژانویه ۲۰۲۵ نامزد جایزه اسکار شد.

### در ایران
محمد قربانی منتقد سینما در روزنامه فرهیختگان با تیتر «رسول‌اف یا ایرج ملکی» این فیلم را نقد کرده و نوشته است: «هدف اصلی فیلم نمایش ده‌ها کلیپ از درگیری‌های خیابانی سال ۱۴۰۱ است. کلیپ‌های به‌هم‌پیوسته‌ای که هیچ توجیه درون‌فیلمی ندارند و مخاطب‌شان تماشاگران عادی سینما نیستند. این کلیپ‌ها را قرار است به‌اصطلاح منتقدان جشنواره‌های ایدئولوژیک و سیاست‌زده‌ای مانند جشنواره کن ببینند تا رسول‌اف به جایزه‌اش برسد».

## جوایز و نامزدی‌ها
| جایزه/جشنواره                     | تاریخ           | رده                                                                | دریافت کننده     | نتیجه    | منبع   |
| --------------------------------- | --------------- | ------------------------------------------------------------------ | ---------------- | -------- | ------ |
| جوایز اسکار                       | ۱۶ مارس ۲۰۲۵    | بهترین فیلم بین‌المللی                                              | آلمان            | نامزدشده | [ ۴۶ ] |
| جوایز اسکرین آسیا پاسیفیک         | ۳۰ نوامبر ۲۰۲۴  | بهترین عملکرد                                                      | سهیلا گلستانی    | نامزدشده | [ ۴۸ ] |
| جشنواره کن                        | ۲۴ مهٔ ۲۰۲۴      | نخل طلا                                                            | محمد رسول‌اف      | نامزدشده | [ ۴۹ ] |
| جشنواره کن                        | ۲۴ مهٔ ۲۰۲۴      | جایزه ویژه                                                         | محمد رسول‌اف      | برنده    | [ ۵۰ ] |
| جشنواره کن                        | ۲۴ مهٔ ۲۰۲۴      | فدراسیون بین‌المللی منتقدان فیلم                                    | محمد رسول‌اف      | برنده    | [ ۵۱ ] |
| جشنواره کن                        | ۲۴ مهٔ ۲۰۲۴      | جایزه هیئت داوران جهانی                                            | محمد رسول‌اف      | برنده    | [ ۵۲ ] |
| جشنواره کن                        | ۲۴ مهٔ ۲۰۲۴      | جایزه فرانسوا شاله                                                 | محمد رسول‌اف      | برنده    | [ ۵۳ ] |
| جشنواره کن                        | ۲۴ مهٔ ۲۰۲۴      | جایزه هنر سینما و مقاله                                            | محمد رسول‌اف      | برنده    | [ ۵۴ ] |
| جشنواره بین‌المللی فیلم شیکاگو     | ۲۷ اکتبر ۲۰۲۴   | هوگو طلایی                                                         | دانهٔ انجیر معابد | نامزدشده | [ ۵۵ ] |
| جشنواره بین‌المللی فیلم شیکاگو     | ۲۷ اکتبر ۲۰۲۴   | هوگو نقره ای – بهترین فیلمنامه                                     | محمد رسول‌اف      | برنده    | [ ۵۶ ] |
| جشنواره فیلم میدلبورگ             | اکتبر ۲۰۲۴      | جایزه تماشاگران - فیلم بین‌المللی                                   | دانهٔ انجیر معابد | برنده    | [ ۵۷ ] |
| جشنواره بین‌المللی فیلم سن سباستین | ۲۸ سپتامبر ۲۰۲۴ | شهر دونوستیا / جایزه تماشاگران سن سباستین برای بهترین فیلم اروپایی | دانهٔ انجیر معابد | برنده    | [ ۵۸ ] |
| جشنواره فیلم سیدنی                | ۱۶ ژوئن ۲۰۲۴    | جایزه تماشاگران «GIO» برای بهترین فیلم بین‌المللی                   | دانهٔ انجیر معابد | برنده    | [ ۵۹ ] |
| جوایز فیلم بفتا                   | ۱۶ فوریه ۲۰۲۵   | بهترین فیلم غیرانگلیسی زبان                                        | دانهٔ انجیر معابد | نامزدشده | [ ۶۰ ] |